# Ryk Tulbagh
Ryk Tulbagh (Utrecht, 14 de mayo de 1699-Ciudad del Cabo, 11 de agosto de 1771) fue gobernador de la Compañía Neerlandesa de las Indias Orientales (VOC) desde el 27 de febrero de 1751 hasta 11 de agosto de 1771.

## Biografía
Tulbagh era el hijo de Dirk Tulbagh y Catharina Cattepoel, que se trasladó su familia a Bergen op Zoom cuando Rijk era todavía un bebé. Allí asistió a la escuela de latín. Cuando cumplió los 16 años de edad se alistó con la Compañía Neerlandesa de las Indias Orientales y en 1716 navegó como cadete en el barco Huys Terhorst a Sudáfrica. Su carrera en la Compañía avanzó rápidamente. Fue nombrado asistente temporal en el Consejo de Política en 1716 y recibió una cita completa en 1718. En 1723 se convirtió en secretario del jefe y más tarde en el mantenedor de los libros. En 1725 ascendió para convertirse en secretario del Consejo de Política y en 1726 en el Comerciante Junior. En 1732 se convirtió en un comerciante. En 1739 se convirtió en Secunde (el segundo más alto puesto administrativo) y 27 de febrero de 1751 fue nombrado gobernador.
En 1725 se casó con Elizabeth Tulbagh Swellengrebel, la hermana de Hendrik Swellengrebel, gobernador de la Colonia del Cabo en el momento. Ella murió en 1753. Tulbagh mismo murió en 1771 y fue sepultado en el Groote Kerk en la tumba de su esposa y de su suegro.
Tulbagh era de una disposición intelectual y benevolente. Escribió en latín y francés y disfrutó de la compañía de varios intelectuales extranjeros que visitaron el Cabo durante su gobernación. Estos incluyen los astrónomos Nicolas Louis de Lacaille, Charles Mason y Jeremiah Dixon y escritor francés Bernardin de Saint-Pierre.
Durante un largo período Tulbagh se carteó con varios botánicos incluyendo Carlos Linneo y le envió más de 200 especímenes de plantas locales. Linneo nombró la planta Tulbaghia en su honor.
En la Provincia del Cabo Occidental, el pueblo de Tulbagh lleva su nombre.
No se conoce ningún retrato de Tulbagh.